# Czupel (Wisła)
Der Czupel ist ein Berg in Polen. Mit einer Höhe von 882 m ist er einer der niedrigeren Berge im Barania-Kamm in den Schlesischen Beskiden. Der Berg ist ein beliebtes Touristenziel mit vielen Ausblicken auf die benachbarten Gebirge und das Tiefland. Der Gipfel liegt auf dem Gemeindegebiet von Wisła.
In den Schlesischen Beskiden gibt es zwei Berge, die den Namen Czupel tragen. Der niedrigere Berg Czupel liegt ebenfalls im Barania-Kamm.

## Tourismus
- Auf den Gipfel führen mehrere markierte Wanderwege von Wisła.
- An seinen Hängen befindet sich das Skigebiet Nowa Osada